# Verkiezingen voor het Europees Parlement 2009/Kandidatenlijst/Ecolo
Dit is de kandidatenlijst van het Belgische Ecolo voor de Europese verkiezingen van 2009. De verkozenen staan vetgedrukt.

## Franse Gemeenschap

### Effectieven
1. Isabelle Durant
2. Philippe Lamberts
3. Zaïna Ihirrou
4. Bartosz Lech
5. Nermin Kumanova
6. André Peters
7. Cécile Thibaut
8. Jacky Morael

### Opvolgers
1. Inès Trepant
2. Olivier Bierin
3. Marie-Christine Lefebvre
4. Jean-Claude Defossé
5. Sandra Jen
6. Jean-Michel Javaux

## Duitstalige Gemeenschap

### Effectieven
1. Claudia Niessen

### Opvolgers
1. Gregor Stangherlin
2. Nathalie Espeel
3. Benoît Lechat
4. Christina Dewart
5. Eddy Boutmans
6. Elvira Hostert-Heyen